# Marathon van Hamburg 2001
De marathon van Hamburg 2001 werd gelopen op zondag 22 april 2001. Het was de zestiende editie van deze marathon.
De Spanjaard Julio Rey passeerde bij de mannen als eerste de finish in 2:07.46. Bij de vrouwen zeegevierde de Duitse Sonja Oberem in 2:26.13.
In totaal finishten 14.833 marathonlopers, waarvan 2281 vrouwen.

## Uitslagen

### Mannen
| rang   | naam                    | land | tijd    |
| ------ | ----------------------- | ---- | ------- |
| Goud   | Julio Rey               | ESP  | 2:07.46 |
| Zilver | Francisco-Javier Cortes | ESP  | 2:07.48 |
| Brons  | Simon Lopuyet           | KEN  | 2:11.04 |
| 4      | Stephen Langat          | KEN  | 2:12.56 |
| 5      | Julius Sugut            | KEN  | 2:13.27 |
| 6      | Christopher Kandie      | KEN  | 2:14.15 |
| 7      | Oskar Martin            | ESP  | 2:14.24 |
| 8      | Tendai Chimusasa        | ZIM  | 2:15.02 |
| 9      | Eliud Kurgat            | KEN  | 2:15.53 |
| 10     | Karl-Johan Rasmussen    | NOR  | 2:16.54 |
| 11     | Manuel Pita             | POR  | 2:18.03 |
| 12     | Hartwig Potthin         | GER  | 2:18.46 |
| 13     | Margus Pirksaar         | EST  | 2:18.52 |
| 14     | Toni-Allan Paunonen     | FIN  | 2:19.23 |
| 15     | Steffen Benecke         | GER  | 2:19.24 |
| 16     | Frank Hahn              | GER  | 2:19.30 |
| 18     | Maximilian Bahn         | GER  | 2:20.21 |
| 19     | Thomas Bartholome       | GER  | 2:22.24 |
| 20     | Gerhard Schneble        | GER  | 2:22.35 |

### Vrouwen
| rang   | naam               | land | tijd    |
| ------ | ------------------ | ---- | ------- |
| Goud   | Sonja Oberem       | GER  | 2:26.13 |
| Zilver | Luminita Zaituc    | GER  | 2:28.43 |
| Brons  | Kathrin Wessel     | GER  | 2:29.42 |
| 4      | Judith Kiplimo     | KEN  | 2:34.37 |
| 5      | Annemette Jensen   | DEN  | 2:35.06 |
| 6      | Živilė Balčiūnaitė | LTU  | 2:35.18 |
| 7      | Külli Pirksaar     | EST  | 2:35.57 |
| 8      | Inga Juodeskiene   | LTU  | 2:36.22 |
| 9      | Manuela Zipse      | GER  | 2:37.16 |
| 10     | Birgit Lennartz    | GER  | 2:45.29 |
| 11     | Katrin Kläsi       | SUI  | 2:48.53 |
| 12     | Tanja Schäfer      | GER  | 2:49.49 |
| 14     | Ulrike Hoeltz      | GER  | 2:53.20 |

1986 · 1987 · 1988 · 1989 · 1990 · 1991 · 1992 · 1993 · 1994 · 1995 · 1996 · 1997 · 1998 · 1999 · 2000 · 2001 · 2002 · 2003 · 2004 · 2005 · 2006 · 2007 · 2008 · 2009 · 2010 · 2011 · 2012 · 2013 · 2014 · 2015 · 2016 · 2017